# Trojena
Trojena je budoucí horský resort, součást urbanistického projektu Neom v Saúdské Arábii. Má se nacházet asi 50 km od Akabského zálivu v nadmořské výšce mezi 1,500 – 2,600 m n. m. Podle původních plánů z roku 2022 měl být dokončen do roku 2026.
V roce 2022 byla Trojena vybrána jako hostitelské místo pro 10. asijské zimní hry. Výběr místa, kde jen málokdy sněží a kde je nutné veškerou infrastrukturu teprve vybudovat, vzbuzuje kritiku kvůli vysokým nákladům na výstavbu i provoz a kvůli ohrožení životního prostředí.

## Cíle
Cílem regionu je do roku 2030 přilákat 700 000 návštěvníků a 7 000 stálých obyvatel. Trojena má přispět k HDP království 800 miliony dolarů a vytvořit 10 000 pracovních míst.
Má se skládat z lyžařského areálu, restaurací, obchodů, luxusních rodinných a ozdravných středisek, míst pro další sportovní aktivity, umělého jezera s okolní promenádou a interaktivní přírodní rezervace.
Lyžování zde má být celoroční - 3 měsíce na sněhu a po zbytek roku na umělém povrchu. Vzhledem k minimu srážek v oblasti však bude i sníh v zimě umělý.

## Dějiny
Stavbu Trojeny oznámil 3. března 2022 korunní princ Muhammad bin Salmán jako součást saúdskoarabského megaměsta Neom. Projekt byl oznámen v souladu s cílem Saúdské Arábie v dokumentu Vision 2030, kterým je odklon ekonomiky od zaměření na fosilní paliva k cestovnímu ruchu.
Dne 3. srpna 2022 zaslal Saúdskoarabský olympijský a paralympijský výbor dopis, kterým Asijskou olympijskou radu požádal, aby se 10. asijské zimní hry konaly v Trojeně. Dne 5. října 2022 byla Saúdská Arábie oficiálně vybrána jako jejich pořadatel.
Od výběru Trojeny se distancoval Mezinárodní olympijský výbor s tím, že jeho prioritou je kvůli udržitelnosti využívání již existujících sportovišť. Vzbudil kritiku i ze strany ochránců životního prostředí a sportovců.
V Trojeně již byla naplánována výstavba několika rozsáhlých hotelových projektů. Běží výkopové práce, díky kterým vznikne umělé jezero, složené ze tří přehrad. Jezero bude vzhledem k nedostatku srážek naplněné odsolenou mořskou vodou. Podle environmentální organizace Greenpeace půjde dlouhodobě o extrémně energeticky náročný postup.
Ke konci roku 2024 pracovalo na výstavbě resortu 140 000 lidí.